# Brasseries Kronenbourg
Cet article concerne l'entreprise et les brasseries Kronenbourg. Pour la marque de bière et le quartier de Strasbourg, voir Kronenbourg et Cronenbourg.
Brasseries Kronenbourg est une entreprise brassicole française, filiale depuis 2008 du groupe danois Carlsberg. Son siège se situe à Obernai en Alsace.
Fondée en 1664 à Strasbourg par Jérôme Hatt, c'est l’une des plus anciennes entreprises françaises. Kronenbourg tire son nom du quartier de Cronenbourg, à Strasbourg, où la brasserie Hatt s'est installée au milieu du XIXe siècle.
Elle est le premier brasseur de France avec 30% de part de marché ; une bière sur trois consommée en France est produite par la brasserie K2 d'Obernai.
L'entreprise dispose d’un portefeuille de marques comprenant notamment Kronenbourg, 1664, Grimbergen, Kanterbräu ou Carlsberg.

## Historique

### Fondation et développement

#### XVIIesiècle

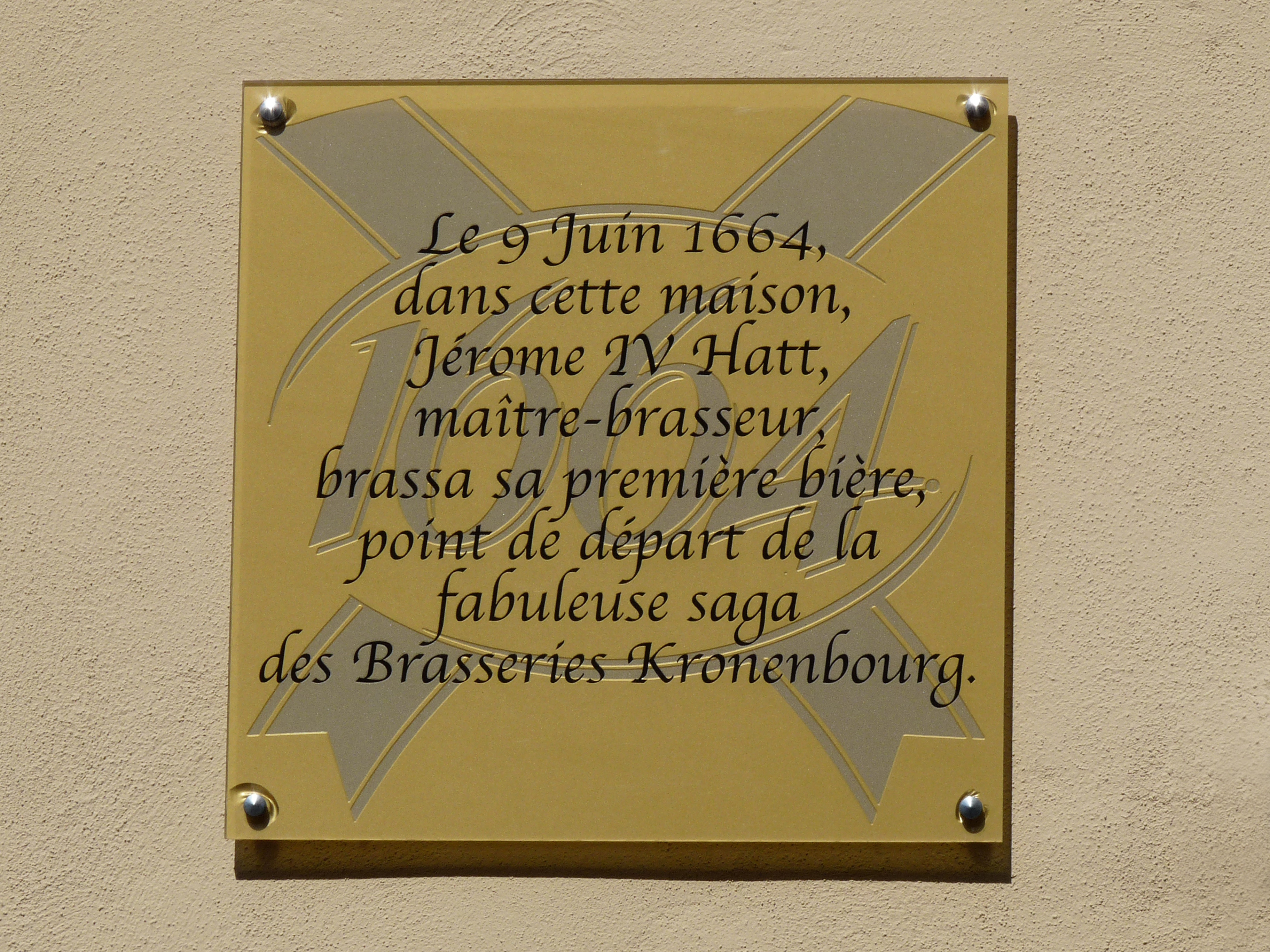
Plaque apposée à la brasserie du Canon, à l'intersection de la place du Corbeau et de la rue d'Austerlitz à Strasbourg.

C'est en juin 1664 que Jérôme Hatt, quatrième du nom, fils de teinturier admis à la corporation des tonneliers, obtient sa maîtrise de brasseur et loue, le 9 juin, la brasserie du Canon autrefois Zur Cathaunen puis Zur Kanone qui était dès 1647 brasserie, place du Corbeau à Strasbourg : il frappe de son sceau son premier tonneau de bière. Il n'aura de cesse d'améliorer les techniques de brassage, pionnier d'une dynastie qui sera au service de la bière pour huit générations. En 1669, Jérôme Hatt achète l'établissement.

#### XIXesiècle
Dès 1857, la brasserie livre par train les fûts à Paris. On trouve alors les premières bières Hatt chez Lipp, célèbre brasserie parisienne créée par un Alsacien. Elle produit des bières en verre à la marque Hatt vendue dans la région ou à Paris.
En 1862, Frédéric Guillaume Hatt transfère la brasserie sur les hauteurs de Strasbourg dans le quartier de Cronenbourg. Cet emplacement présente un double intérêt : protéger les installations des crues fréquentes de l’Ill, et grâce aux caves profondes, il peut appliquer le procédé de la fermentation basse. Ce procédé nécessite de conserver les bières en sous-sol de manière que la température ambiante n’excède pas 10 °C. Le site de Cronenbourg devient le siège social de l'entreprise. Entre les deux guerres au siècle suivant, la commercialisation s’étend à toutes les grandes villes françaises.

#### XXesiècle

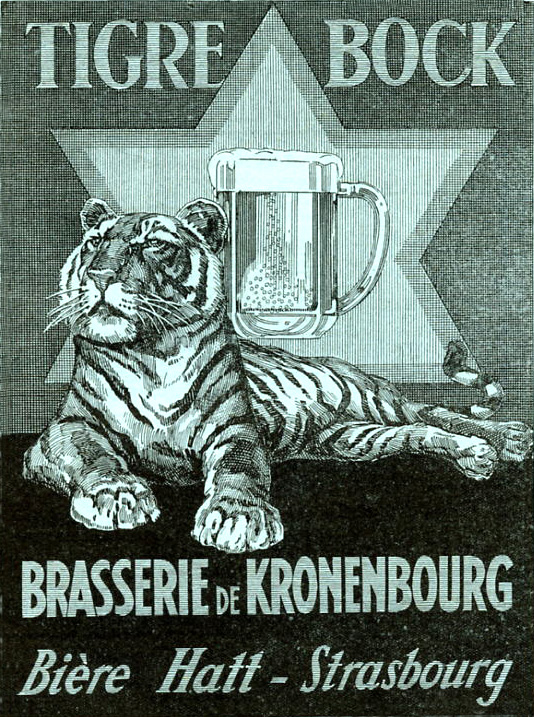
Publicité de 1934.

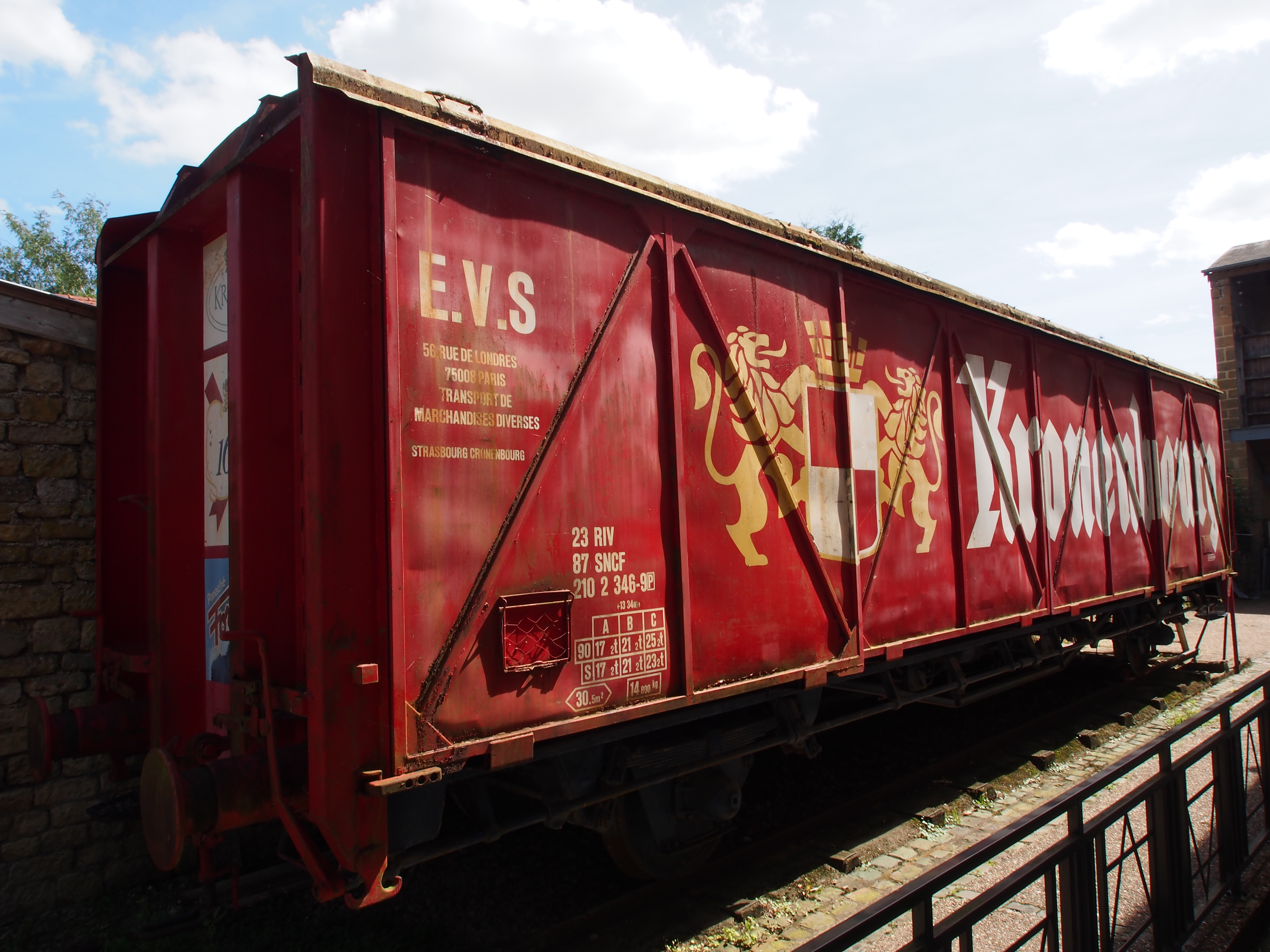
Ancien wagon Kronenbourg au musée de la bière de Stenay.

En 1922, Maurice-Georges Hatt achète la brasserie-restaurant du Grand Tigre et donne à sa bière le nom de Tigre Bock. Sur l’étiquette figurera l'appellation « Bière Hatt, Strasbourg (parfois Strasbourg-Kronenbourg ou Cronenbourg) » jusqu’en 1986[réf. souhaitée]. Mais c'est Jérôme Hatt, sixième du nom, présent depuis 1935 au sein de l'entreprise, qui va être le réel instigateur de l'expansion de celle-ci.
En 1941, la brasserie acquiert des wagons isothermes construits par De Dietrich.
Le 15 septembre 1947, la bière Tigre Bock est déposée sous la marque de Kronenbourg avec un « K », le quartier de Cronenbourg étant appelé « Kronenbourg » durant le rattachement de l'Alsace-Lorraine à l'Empire allemand de 1871 à 1919. Cette orthographe germanique peut également faire référence à la qualité allemande de la bière. Jérôme Hatt commercialise peu après sa bière en bouteilles de 33 cl puis 25 cl consignées et capsulées. La fameuse étiquette à damiers rouges et blancs reprend les couleurs traditionnelles de l'Alsace et de la ville de Strasbourg. L’entreprise adopte également le nom de Kronenbourg. En 1952, est lancée la bière spéciale Kronenbourg 1664 à l’occasion du couronnement de la reine d’Angleterre. L'année suivante, Kronenbourg lance sa première bière en boîte métallique, dite « facile à transporter, facile à ranger et plus pratique ». La fin des années 1950 marque le développement de l'entreprise en Europe.
Anticipant les tendances de consommation de masse avec le développement des hypermarchés, Kronenbourg lance en 1963 le premier pack de six bouteilles en verre non consigné. Ce premier contenant recyclable de l'histoire du packaging dans le monde de la bière sera surnommé la « canette ». Dix ans plus tard, en 1973, Kronenbourg continue à faire évoluer le pack avec les premiers packs de 10 bouteilles de 25 cl, pour parvenir en 1988, à des packs de 26 bouteilles.
À la fin des années 1960, une nouvelle brasserie est construite à Obernai qui devient le plus important site brassicole de France, produisant chaque année près de 7 millions d'hectolitres soit 40 % de la production de bière française. Kronenbourg entre dans le groupe Boussois-Souchon-Neuvesel (qui deviendra le groupe Danone) en 1970.
Les années 1970 sont celles du développement : la production passe de 3 millions d'hectolitres en 1971 à 4 millions en 1973, 5 millions en 1975 et 6 millions en 1976. Les 7 millions d'hectolitres sont atteints en 1983.
En 1986, Kronenbourg fusionne avec la Société européenne de brasserie (S.E.B), qui comptait plus de vingt sites de production en France dont la brasserie de Champigneulles et la marque Kanterbräu, et devient Brasseries Kronenbourg.
En 1989, Kronenbourg lance en France la bière Grimbergen, détenue en partie par BSN via sa participation dans le groupe belge Alken-Maes. Elle est alors brassée sur le site de Champigneulles.

### XXIesiècle, années de crise

Logo 1664 présent sur les emballages.

Début 2000, les Brasseries Kronenbourg compte quatre sites de production : K1 à Strasbourg-Cronenbourg, K2 à Obernai, Champigneulles et Rennes.
Alors qu'en 2000, sort la première bière sans alcool de la marque, Kronenbourg Pur Malt, le groupe Danone revend Brasseries Kronenbourg au groupe britannique Scottish & Newcastle. La même année, la brasserie K1 de Cronenbourg cesse toute activité d'embouteillage.
Le début du XXIe siècle est une période de crise profonde pour Kronenbourg. Selon le quotidien français Le Monde en 2008, « En moins de 10 ans, les Brasseries Kronenbourg ont perdu 30 % de leurs volumes, passant de près de 10 millions d'hectolitres vendus en 1999 à 7 millions en 2007. » La marque Kronenbourg elle-même est concurrencée par les bières bas de gamme et possède peu de potentiel de repositionnement vers le haut de gamme. La part de marché du groupe est revenue de 41 % en 2000 à 34 % vers 2007. Entretemps, les innovations se multiplient avec en 2005, une boite 100 % recyclable qui se rebouche, puis l'année suivante la colonne « Superfresh » permettant de servir la bière à 3 °C, suivie en 2007 de la boîte « 1664 Instant Pression » utilisant un système pression intégré à base de bille d'azote ou encore le fût de 5 litres pression deux ans après.
En difficulté, le groupe se recentre sur le site K2 d'Obernai : la brasserie de Rennes est fermée en 2003 et démolie en 2005, à l’exception du château d’eau et du silo à malt. Ces structures seront conservées et répertoriées au patrimoine d’intérêt local. Les derniers bâtiments sont détruits en 2010.
En 2006, Kronenbourg revend la brasserie de Champigneulles (au nord de Nancy) au brasseur allemand TCB.
En avril de la même année, l'usine de mise en bouteille du site K1 de Cronenbourg est démolie ; la zone deviendra un parc immobilier. Les bureaux de la direction, une salle de brassage, les laboratoires de conception et de recherche ainsi qu'un musée restent toutefois au sein du site historique de l'entreprise.
Le 29 avril 2008, Brasseries Kronenbourg est intégré dans le groupe danois Carlsberg à la suite du rachat de Scottish & Newcastle en janvier 2008 par un consortium formé par Carlsberg et Heineken.
Le groupe se recentre aussi sur son activité de production de bières : il cède la chaîne de restaurants Taverne de maître Kanter au groupe Flo ainsi que sa filiale de distribution Elidis. En juin 2008, Roland Ries et Brasseries Kronenbourg inaugurent et rouvrent l'ancien établissement Au Canon redevenu un restaurant-brasserie. Quatre mois plus tard en octobre, le groupe Carlsberg annonce dans le cadre d'un plan de restructuration organisationnel de l'entreprise, la suppression de 214 postes d'ici la fin de l'année 2010.
Après les années 2010, Brasseries Kronenbourg lance de nouveaux produits, dont des bières aromatisées ou sans alcool,, ainsi que de nouveaux contenants en plastique ou aluminium.
Brasseries Kronenbourg occupe un peu plus de 30 % de part de marché en France, dont environ 17 % rien que pour sa bière homonyme,, se disputant ainsi la place de leader avec Heineken,,,. 70 % des ventes sont réalisées dans le circuit alimentaire et 30 % dans le circuit Hors domicile.

### Kronenbourg aujourd'hui
En 2016, Kronenbourg compte 1 210 salariés dont 800 personnes à Obernai, 160 à Boulogne-Billancourt et 240 commerciaux dans toute la France,.
Les principales marques de Brasseries Kronenbourg sont, par ordre alphabétique, 1664, Carlsberg, Grimbergen, Kanterbräu et Kronenbourg.
Le logo Kronenbourg est modernisé début 2015. Pour l'année 2018, le chiffre d'affaires de Kronenbourg est de 972 millions d'euros, en hausse de 3,8 %. Les parts de marché de l'entreprise ont augmenté de 0,7 point. La marque Kronenbourg est en légère baisse (-0,6 %) mais constitue toujours 50 % des ventes du brasseur.
Kronenbourg réalise environ 40 % de la production nationale de bière et exporte 20 % de sa production, notamment la 1664 qui est commercialisée dans 70 pays et serait la bière française la plus vendue au monde.
Chaque jour, Kronenbourg alimente 7 000 grandes surfaces et 40 000 cafés, hôtels, restaurants en France.
En décembre 2019, Rémy Sharps succède à João Abecasis à la tête de Kronenbourg.

### Identité visuelle
Le logo de Kronenbourg reprend les couleurs traditionnelles de Strasbourg et de l'Alsace : le rouge et le blanc. Un nouveau logo d'entreprise bleu et blanc est utilisé depuis 2023. Le logo de la marque Kronenbourg conserve les couleurs alsaciennes.

Logo de l'entreprise utilisé jusqu'en 2015.
Logo de l'entreprise utilisé de 2015 à 2023.
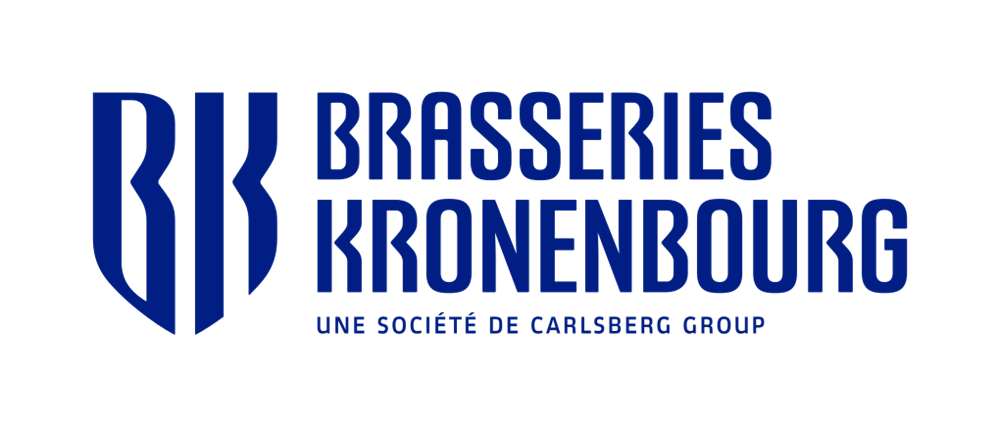
Nouvelle identité de l'entreprise depuis 2023.
Logo de la bière Kronenbourg jusqu'en 2015.
Logo de la bière Kronenbourg de 2015 à 2019.
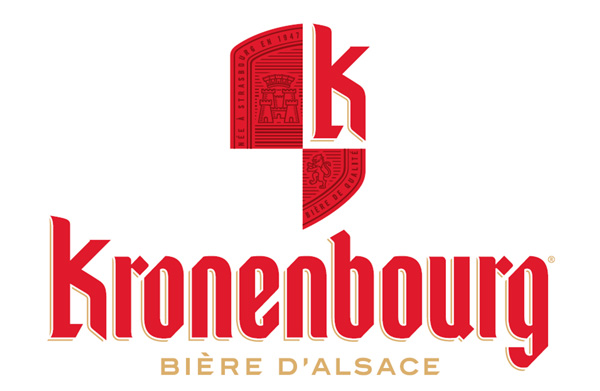
Logo de la bière Kronenbourg depuis 2019.

## Informations économiques
En 2015 la société réalisait un chiffre d'affaires de 989 millions d'euros et employait 823 collaborateurs. Les comptes plus récents ne sont pas disponibles.

## Brasserie de Cronenbourg K1

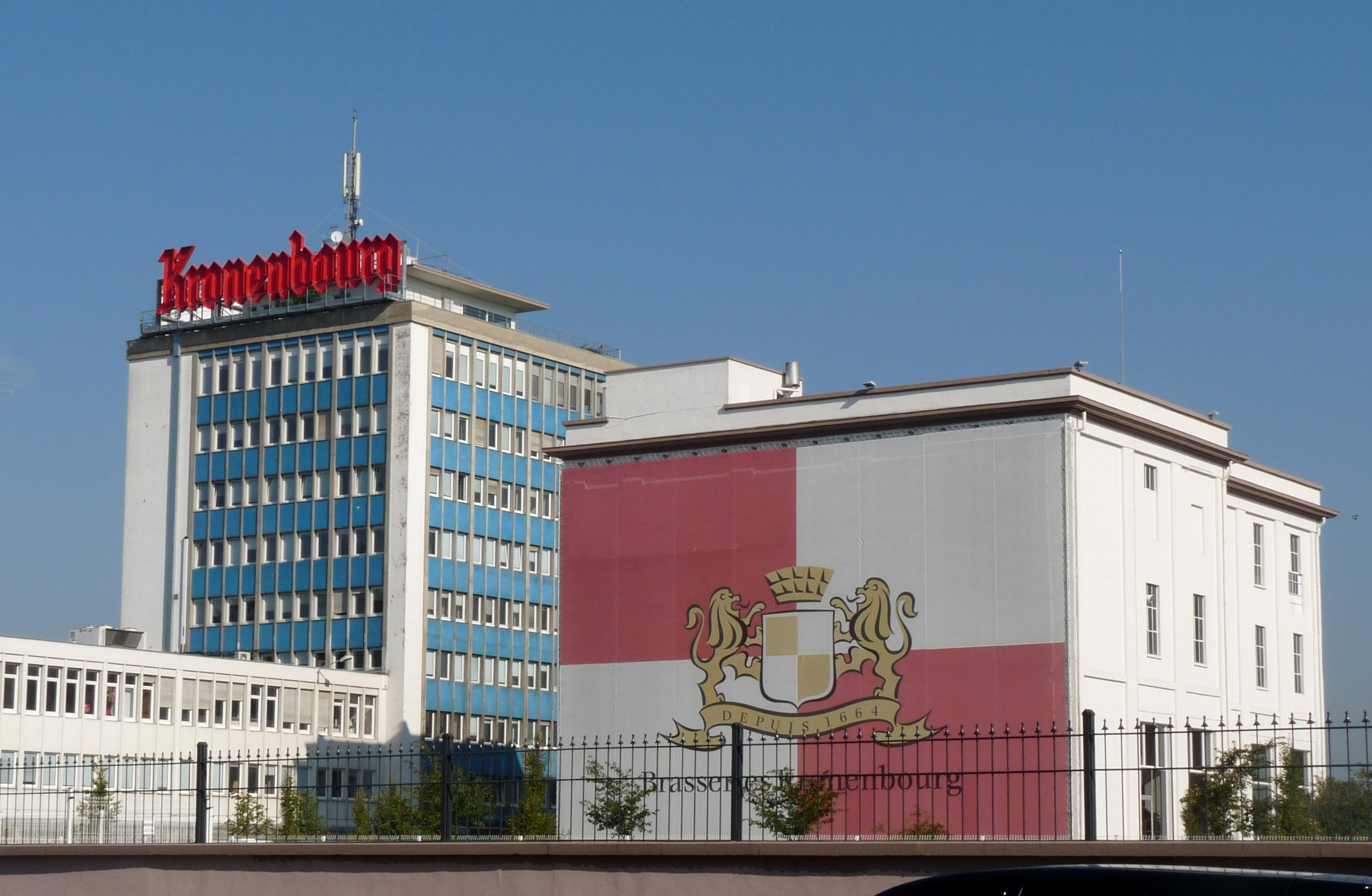
Une partie de l'ancienne brasserie K1 de Strasbourg-Cronenbourg : à gauche le siège social, à droite la salle de brassage.

Le site historique de Kronenbourg, qui a donné son nom actuel à l'entreprise, se trouve depuis 1862 dans le quartier de Cronenbourg, au no 68 route d'Oberhausbergen, à l'ouest de Strasbourg. La brasserie est agrandie à la suite du lancement de la bière Tigre Bock en 1922. Endommagée par un bombardement en 1944, elle est reconstruite et à nouveau agrandie à la fin de la Seconde Guerre mondiale.
Au début des années 1960, la brasserie de Cronenbourg s'étendait sur 7 hectares, comportait 4 salles de brassage, 650 tanks de 200 à 10 000 hectolitres, 5 groupes d'embouteillage et 3 soutireuses-fûts. À son apogée en 1968 elle produit 2 millions d'hectolitres de bière et emploie 800 personnes.
À la suite de la construction de la brasserie d'Obernai dite K2, en 1969, la brasserie de Cronenbourg est alors nommée K1.
Elle disposait également d’entrepôts dans le quartier voisin de Hautepierre et d'un embranchement ferroviaire, relié à la ligne de Graffenstaden à Hausbergen, dont le trafic était traité par la gare de Strasbourg-Cronenbourg.
La brasserie ne produit plus que 600 000 hectolitres de bière en 2000. La production est stoppée et transférée à Obernai la même année mais le siège social de l'entreprise, le centre de recherche et développement, ainsi qu'un musée occupent toujours le site. Chaque année, K1 accueille près de 25 000 visiteurs.
En 2007, plusieurs bâtiments (notamment l'usine de mise en bouteilles) sont démolis pour permettre la construction d'un écoquartier. La démolition du château d'eau construit en 1954 et surmonté du logo Kronenbourg, considéré comme un emblème du quartier, suscite une vive émotion auprès des riverains.
Le musée ferme définitivement ses portes le 31 décembre 2012. Une vente aux enchères du mobilier et de divers objets est organisée en mars de l'année suivante. Finalement le siège social ainsi que le centre de recherche et développement déménagent à la brasserie K2 d'Obernai courant 2013/début 2014. Le site est depuis en friche. Un projet immobilier est en cours, les travaux de démolition démarrent en 2015. Seules la villa Hatt (construite en 1897 par les architectes Brion et Haug) et une ancienne salle de brassage (comportant 8 cuves en cuivre) sont conservées.
Les noms des rues du nouvel écoquartier rappellent le passé du site : rue du Brassin, rue Hatt.
La mention « BK 67200 Strasbourg » (67200 est le code postal du quartier de Cronenbourg) apparaît sur les bouteilles de bière jusqu'en octobre 2015. Depuis cette date, elle a été changée en « BK 67210 Obernai ».
La tour de bureaux, haute de 30 mètres, est démolie en janvier 2016. L'enseigne Kronenbourg, qui fut transférée au sommet la tour après la démolition du château d'eau, est conservée. Elle sera réinstallée sur le futur hôtel livré en 2018. L'ancienne salle de brassage accueillera un restaurant et une œuvre d’art « faisant référence au passé brassicole du site » sera installée au centre de l'écoquartier. En plus de l'hôtel et du restaurant, le projet comporte la réalisation de 370 logements, 5 000 mètres² de bureaux et un supermarché.

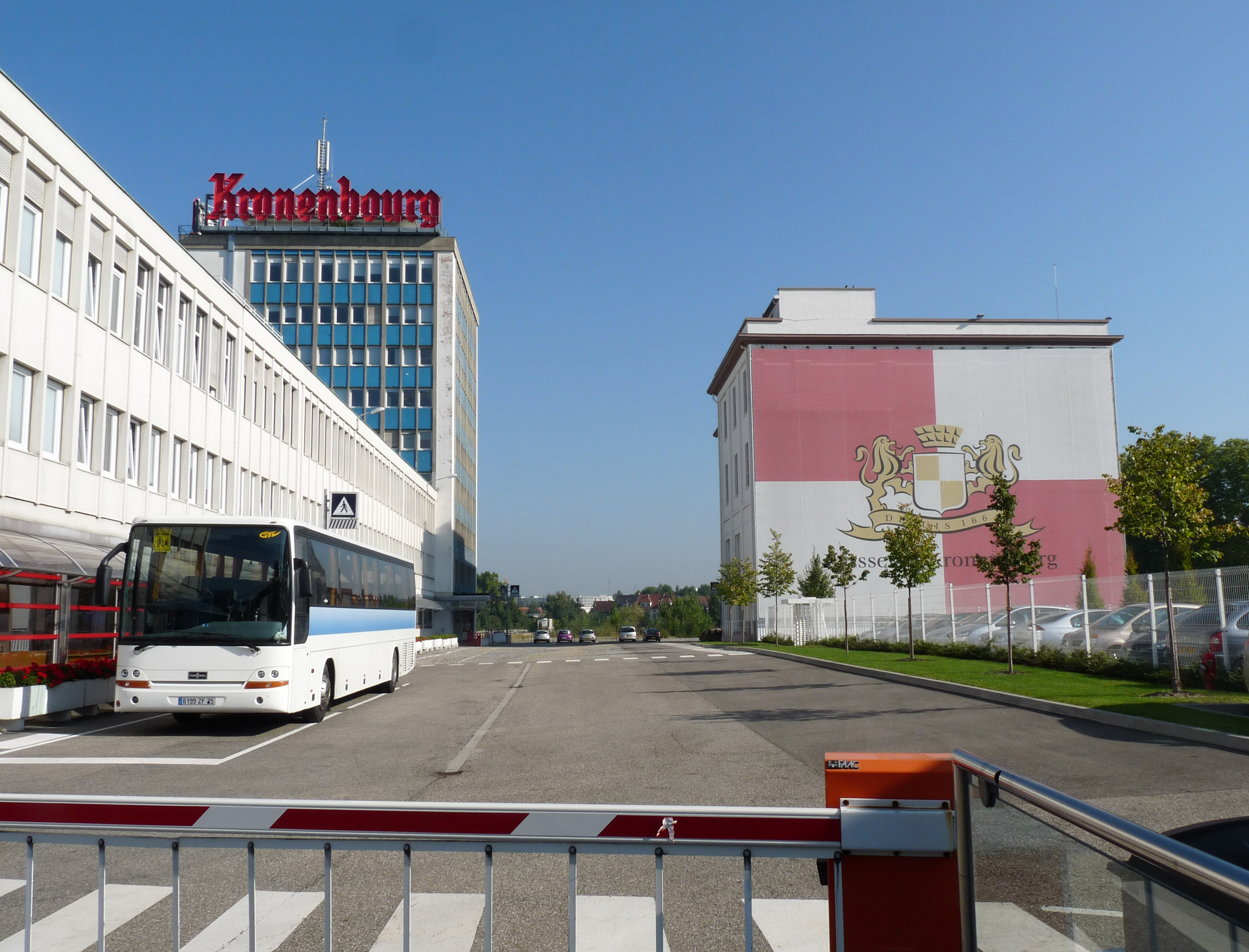
Entrée du site, en 2010.
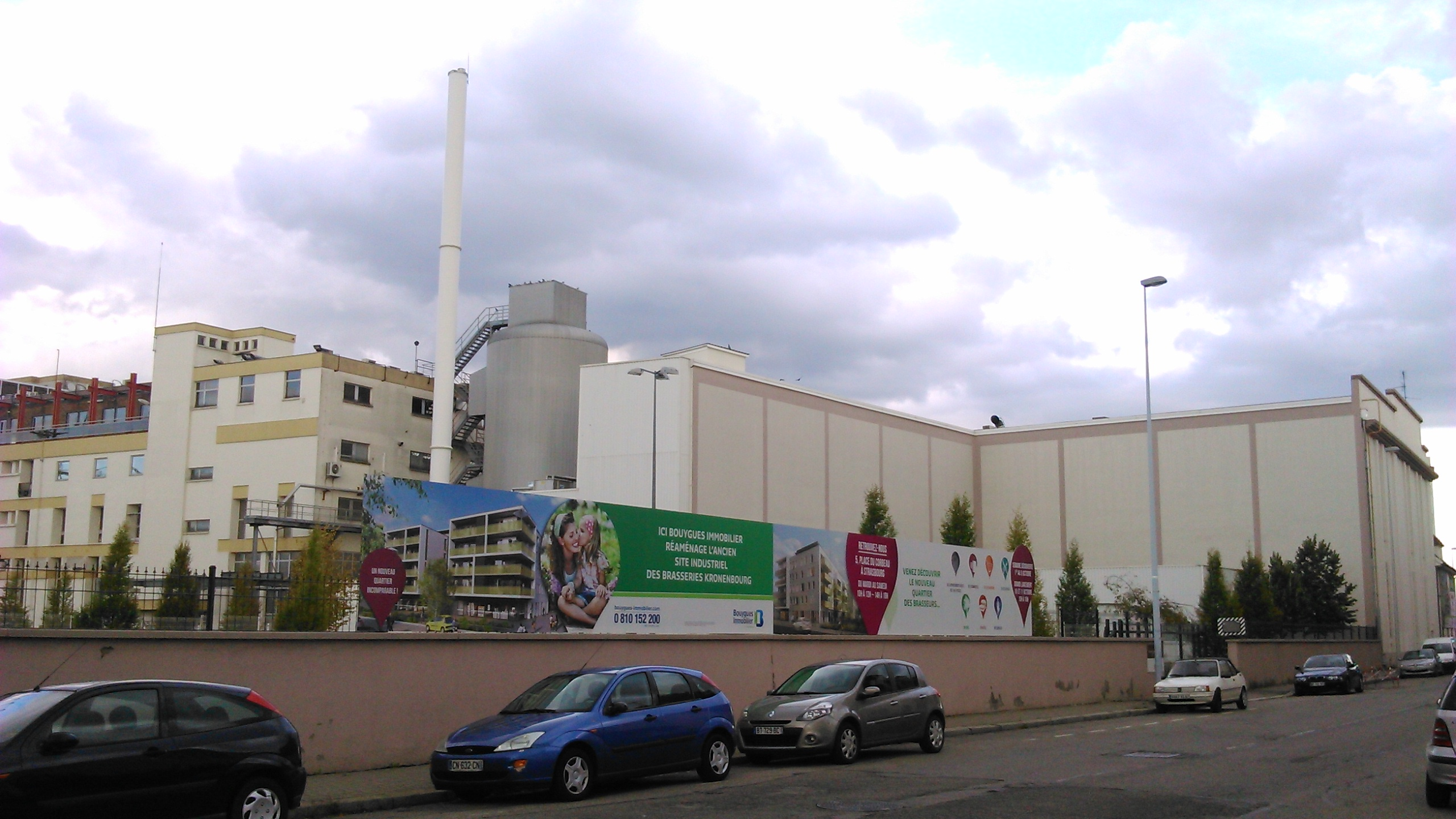
Une partie des installations de la brasserie, en 2014.
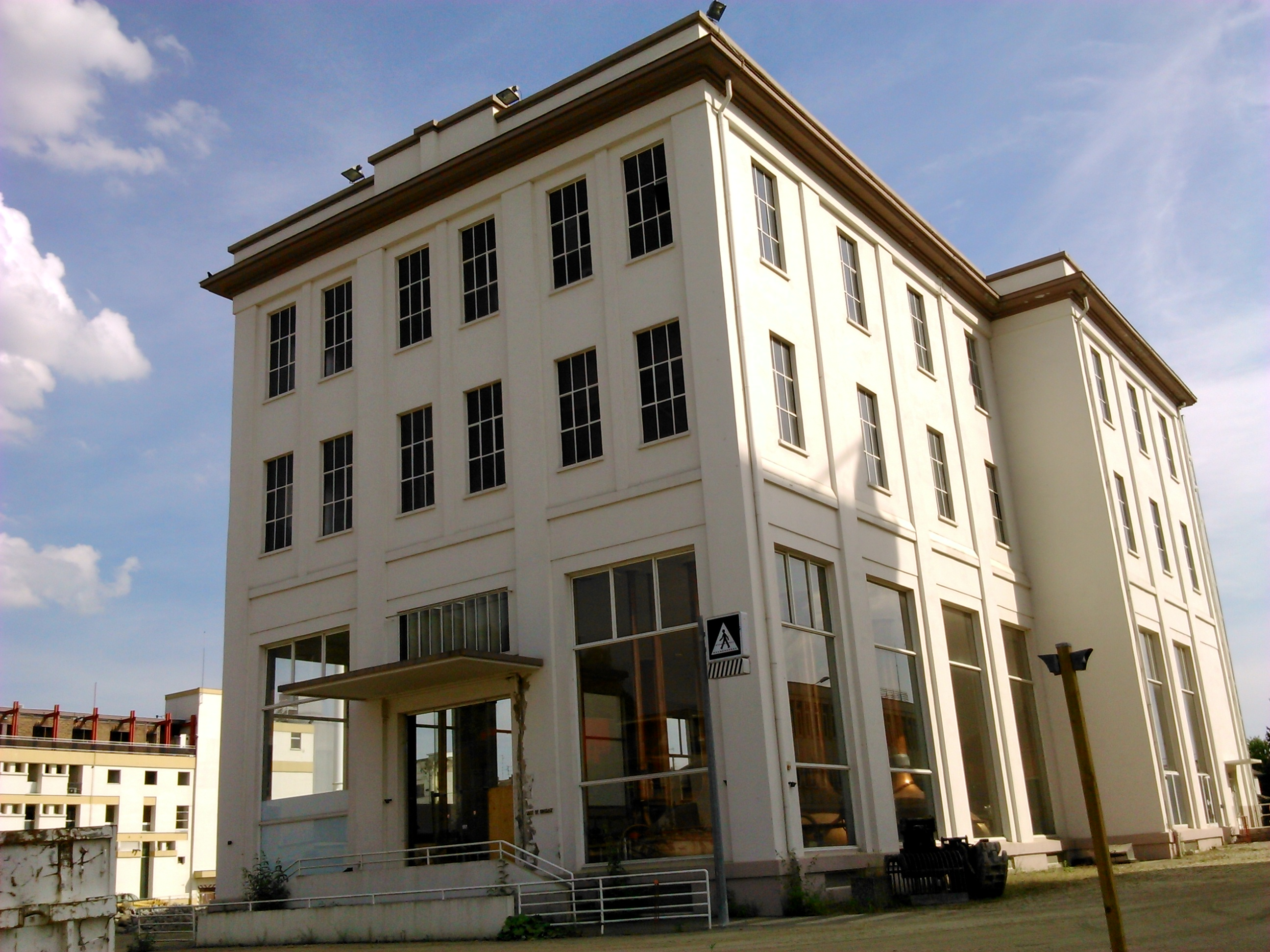
La salle de brassage, en 2015.
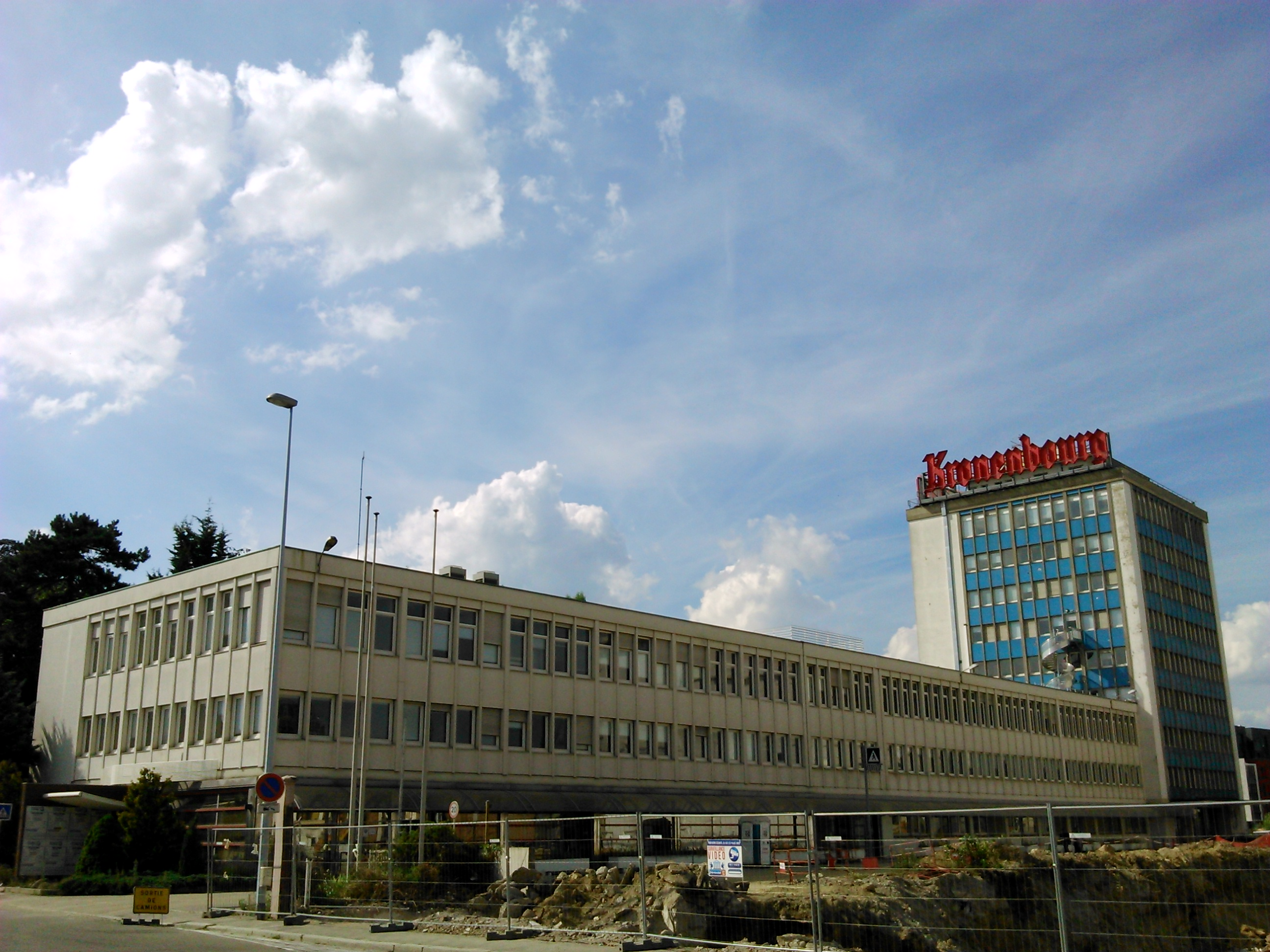
Ancien siège social, en cours de démolition.
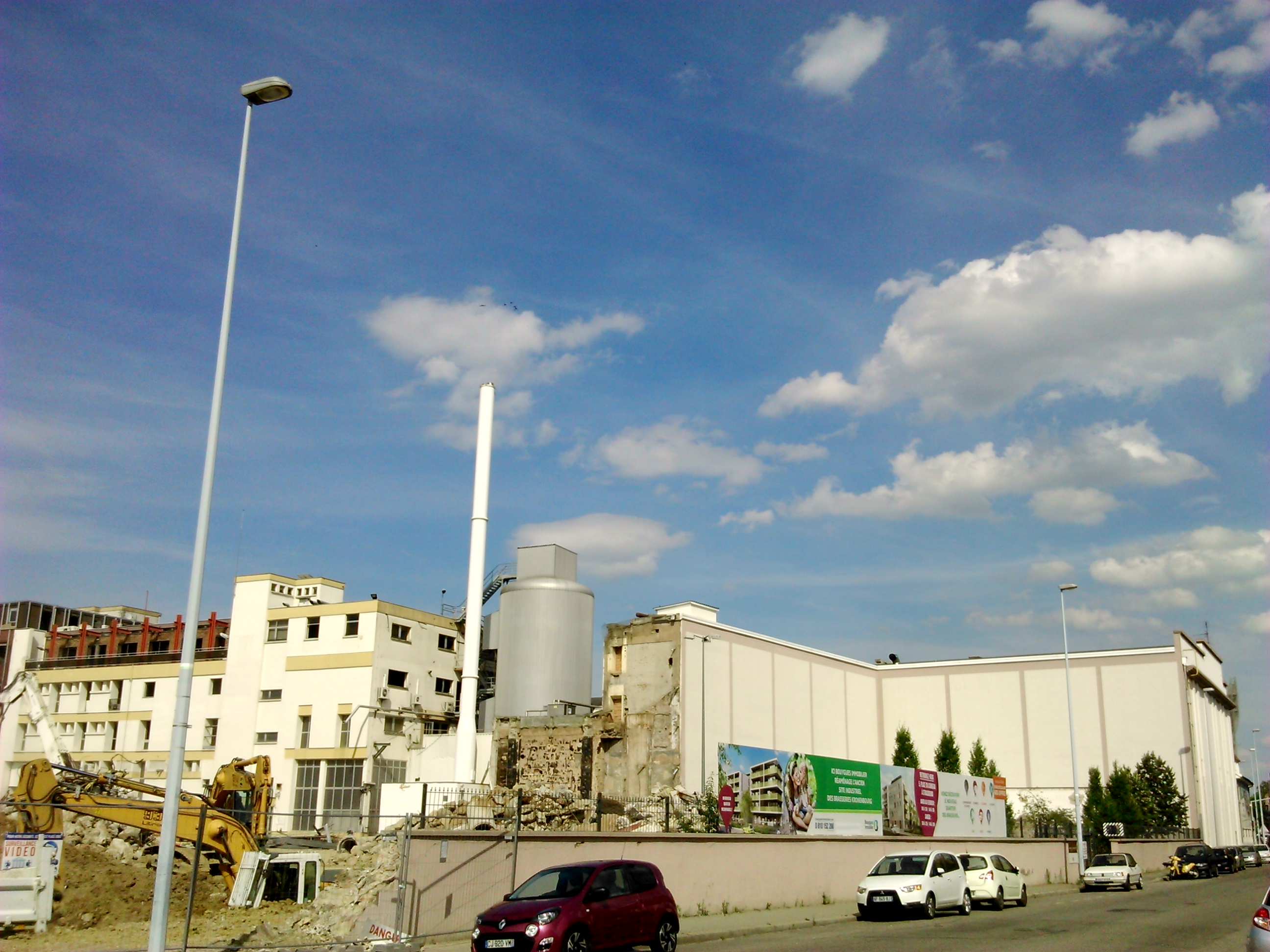
La brasserie en cours de démolition.

## Brasserie d'Obernai K2
Pour faire face au développement de l’activité de l’entreprise, Kronenbourg a investi 100 millions de francs dans la construction d'une nouvelle brasserie, dite K2, à Obernai (à une vingtaine de kilomètres de Strasbourg) entre 1966 et 1968. D’une superficie de 69 hectares et mise en service en mars 1969, c'est le plus grand site brassicole de France et le troisième plus important d'Europe.
Équipée de trois salles de brassage, elle produit 7 millions d’hectolitres par an pour près de 300 références, et emploie 690 personnes.
Elle dispose de 53 tanks de fermentation et 70 tanks de gardes ainsi que 11 lignes de conditionnement capables de produire en moyenne par heure : 410 000 bouteilles, 115 000 boites et 1 200 fûts.
Elle intègre depuis sa création une station d’épuration, trois méthaniseurs et les déchets sont réutilisés (récupération des drêches, des levures, épandage des boues…). Grâce à la méthanisation, la brasserie génère du biogaz qui couvre une partie de ses besoins énergétiques.
La brasserie d'Obernai possède un important embranchement ferroviaire (près de 14 kilomètres de voies ferrées) relié à la ligne de Sélestat à Molsheim (vers Strasbourg).
Kronenbourg et Carlsberg ont investi 18 millions d'euros dans la construction d'un nouveau centre de recherche et développement, inauguré le 10 juin 2014, sur le site K2. D'une superficie de 9 400 m2, celui-ci comprend des laboratoires, des salles de tests, une mini-brasserie, deux malteries, un hall de fermentation et de filtration et divers équipements d'embouteillage.
En août 2018, Carlsberg annonce un investissement de 100 millions d'euros sur le site d'Obernai afin de moderniser et d'augmenter les capacités de production de la brasserie.

## Bières
- Kronenbourg (blonde, 4,2 %) ;
- Kronenbourg Alsace (blonde, 5,3 %) ;
- Kronenbourg Bière de Noël (bière de saison, ambrée, 5,5 %) ;
- K by Kronenbourg  (blonde aromatisée, 5 %) ;
- Kronenbourg Pur Malt (blonde, <1 %) ;
- Kronenbourg 7.2 (blonde, 7,2 %) ;
- Kronenbourg 7.2 Blanche (7.2%)
- Kronenbourg 7.2 Ambrée (ambrée, 7,2 %) ;
- Kronenbourg Tigre Bock (blonde, 5,5 %) ;
- Kronenbourg Tigre Bock la Brune (brune, 6,3 %) ;
- 1664 (blonde, 5,5 %) ;
- 1664 Millésime (blonde, 6,7 %) ;
- 1664 Gold (blonde, 6,1 %) ;
- 1664 Blanc (blanche, 5 %) ;
- 1664 Rosé (blonde aromatisée, 5,5 %) ;
- 1664 sans alcool (blonde, <0,5 %) ;
- 1664 Fruits rouges (blanche aromatisée, 4,5 %) ;
- 1664 Passion/Citron vert (lancement en 2016) ;
- Force 4 (panaché, 1 %) ;
- Grimbergen Blonde (blonde, 6,7 %) ;
- Grimbergen Blanche  (blanche, 6 %) ;
- Grimbergen Ambrée (ambrée, 6,5 %) ;
- Grimbergen Printemps (blanche aromatisée, 6 %) ;
- Grimbergen Noël (ambrée, 6,5 %) ;
- Grimbergen La Réserve (blonde, 8,5 %) ;
- Grimbergen Rouge (blonde aromatisée, 6 %) ;
- Grimbergen Kriek (bière au jus de sureau et aromatisée cerise, 6 %) ;
- Grimbergen Alliance de Pêches (lancement en 2016) ;
- Grimbergen Elixir (lancement en 2016) ;
- Grimbergen Pale Ale (blonde, 5,5 %) ;
- Skøll Tuborg (blonde aromatisée, 6 %) ;
- Kanterbräu (blonde, 4,2 %) ;
- San Miguel (blonde, 5,4 %) ;
- Carlsberg (blonde, 5 %) ;
- Guinness  (brune, 4,2 %) ;
- Guinness Original  (brune, 5 %) ;
- Kilkenny (rousse, 4,3 %) ;
- Wilfort (brune, 6,3 %) ;
- Wel Scotch (ambrée, 6,2 %) ;
- Tourtel Twist (bière sans alcool au jus de citron ou d'agrume).
- Tourtel Botanics (0,0 %)

Bières dont la production est stoppée:
- Valstar ;
- Obernai ;
- 1664 Brune ;
- Kronenbourg Punch ;
- Kronenbourg Fizz ;
- Kronenbourg Silver ;
- Kronenpils ;
- Grimbergen Poire (blonde aromatisée, 6 %).

## Activité de lobbying

### Auprès de l'Assemblée nationale
Kronenbourg est inscrit comme représentant d'intérêts auprès de l'Assemblée nationale. L'entreprise déclare à ce titre qu'en 2015, les coûts annuels liés aux activités directes de représentation d'intérêts auprès du Parlement sont compris entre 50 000 et 100 000 euros.

### Auprès des institutions de l'Union européenne
Kronenbourg fait partie du groupe Carlsberg, qui est inscrit depuis 2013 au registre de transparence des représentants d'intérêts auprès de la Commission européenne. Il déclare en 2014 pour cette activité des dépenses d'un montant compris entre 100 000 et 200 000 euros.